# Rhaphidostichum complanatum
Rhaphidostichum complanatum là một loài rêu trong họ Sematophyllaceae. Loài này được (Dixon) Dixon mô tả khoa học đầu tiên năm 1935.